# Jaume Viladrich i Gaspa
Jaume Viladrich i Gaspa (ur. 14 stycznia 1865 - zm. 25 sierpnia 1926) – hiszpański duchowny katolicki, wikariusz diecezji La Seu d’Urgell i zarazem tymczasowy współksiążę episkopalny Andory od 2 czerwca 1919 do 1 lipca 1920.
W 1910 papież Pius X nadał mu godność prałata domowego Jego Świątobliwości. 26 czerwca 1921 został mianowany przez papieża Benedykta XV biskupem pomocniczym Burgos, a 25 lipca przyjął konsekrację biskupią. 